# Wilson Kiprugut
Wilson Chuma Kiprugut (Kericho, 1938 – Kericho, 1º novembre 2022) è stato un mezzofondista e velocista keniota, specializzato nei 400 e negli 800 metri piani, gara in cui conquistò due medaglie olimpiche.

## Biografia
Dopo aver esordito sulla scena internazionale nel 1962 gareggiando ai Giochi del Commonwealth sulle 440 iarde, Wilson Kiprugut si mise in luce nel 1964 conquistando la medaglia di bronzo sugli 800 metri alle Olimpiadi di Tokyo. L'anno seguente si impose nella prima edizione dei Giochi panafricani conquistando il doppio successo su 400 e 800 metri. Nel 1966 fu secondo ai Giochi del Commonwealth sulle 880 iarde; in quella manifestazione gareggiò anche sulle 400 y, dove fu eliminato in semifinale, e nella staffetta 4 × 440 y, conclusa al quinto posto. Sfiorò l'oro olimpico nel 1968 a Città del Messico quando, al termine di una gara condotta in testa con un ritmo elevatissimo (51"0 il tempo di passaggio ai 400 metri), fu superato nel rettilineo di arrivo dall'australiano Ralph Doubell che vinse in 1'44"3 eguagliando il record del mondo; Kiprugut giunse secondo, distanziato di due decimi.

## Palmarès
| Anno | Manifestazione          | Sede              | Evento    | Risultato | Prestazione | Note |
| ---- | ----------------------- | ----------------- | --------- | --------- | ----------- | ---- |
| 1964 | Giochi olimpici         | Tokyo             | 800 metri | Bronzo    | 1'45"9      |      |
| 1965 | Giochi panafricani      | Brazzaville       | 400 metri | Oro       | 46"9        |      |
| 1965 | Giochi panafricani      | Brazzaville       | 800 metri | Oro       | 1'47"4      |      |
| 1966 | Giochi del Commonwealth | Kingston          | 880 iarde | Argento   | 1'47"2      |      |
| 1968 | Giochi olimpici         | Città del Messico | 800 metri | Argento   | 1'44"5      |      |